# Tiffani Thiessen
Tiffani Amber Thiessen (Long Beach, California, 23 de enero de 1974) es una actriz estadounidense famosa por sus personajes como Kelly Kapowski en la serie de televisión Saved by the Bell, como Valerie Malone en la serie Beverly Hills, 90210, y como Elizabeth Burke en la serie White Collar.

## Biografía
Thiessen nació en Long Beach, California. Procede de antepasados de origen alemán, griego, turco e irlandés. Ya en su adolescencia, fue coronada Miss Junior América en 1987 y ganó un premio de la revista Teen Magazine en 1988, publicación de la que fue portada. Estos logros le abrieron las puertas de la pequeña pantalla, pues solo un año después se dio a conocer con el personaje de Kelly Kapowski en la serie de televisión Salvados por la campana (Saved by the Bell). Posteriormente actuó encarnando el papel de Valerie Malone en la serie Beverly Hills, 90210. Ella se convirtió en una de las ídolos de las adolescentes estadounidenses en los años 90 y en todo un sex symbol.
No consiguió notoriedad en el cine, aunque en 2002 obtuvo un papel en la película de Woody Allen, Un final made in Hollywood.
De 2009 a 2014 desarrolló uno de los papeles principales de la serie White Collar de la cadena USA Network, donde interpretaba a Elizabeth Burke.
Desde 2015 a 2017, tuvo su propio programa de cocina en el canal estadounidense Cooking Channel, titulado Dinner at Tiffani's.

## Vida personal
Mientras rodaba Beverly Hills, 90210 conoció a Brian Austin Green con quien mantuvo una relación sentimental entre 1992-1995. En marzo de 1999, su novio por aquel entonces, David Strickland, se suicidó. Desde 2001 hasta 2003 mantuvo una relación con Richard Ruccolo. 
Actualmente está casada con el actor Brady Smith, con quien se casó el 9 de julio de 2005 en Montecito (California) y tienen dos hijos, Harper Renn Smith (2010) y Holt Fisher Smith (2015).

## Filmografía

### Televisión
| Año           | Título                                  | Papel                        | Notas                                                                   |
| ------------- | --------------------------------------- | ---------------------------- | ----------------------------------------------------------------------- |
| 1989          | Live-In                                 |                              | Episodio: "Mommy and Me and Au Pair Make Three"                         |
| 1989–93       | Salvados por la campana                 | Kelly Kapowski               | 75 episodios                                                            |
| 1990          | Charles in Charge                       | Jennifer                     | Episodio: "There's a Girl in My Ficus"                                  |
| 1990          | Married... with Children                | Heather McCoy                | Episodio: "What Goes Around Came Around"                                |
| 1990          | Valerie's Family: The Hogans            | Brooke                       | Episodios: "California Dreamin': Part 1", "California Dreamin': Part 2" |
| 1992          | Step by Step                            | Tina Gordon                  | Episodio: "Daddy's Girl"                                                |
| 1992          | Blossom                                 | Ricki                        | Episodio: "Driver's Education"                                          |
| 1992          | Saved by the Bell: Hawaiian Style       | Kelly Kapowski               | Película de TV                                                          |
| 1992          | The Powers That Be                      | Barbara                      | Episodio: "The Intern"                                                  |
| 1992          | A Killer Among Friends                  | Jenny Monroe                 | Película de TV                                                          |
| 1993–94       | Saved by the Bell: The College Years    | Kelly Kapowski               | Series                                                                  |
| 1994          | Saved by the Bell: Wedding in Las Vegas | Kelly Kapowski               | Película de TV                                                          |
| 1994–98, 2000 | Beverly Hills, 90210                    | Valerie Malone               | 136 episodios                                                           |
| 1995          | The Stranger Beside Me                  | Jennifer Gallagher           | Película de TV                                                          |
| 1995          | Sola contra todos                       | Caitlin Rose                 | Película de TV                                                          |
| 1996          | Sweet Dreams                            | Alison Sullivan              | Película de TV                                                          |
| 1996          | Buried Secrets                          | Annalisse Vellum             | Película de TV                                                          |
| 1999          | Cupid                                   | Stephanie MacGregor          | Episodio: "Children's Hour"                                             |
| 1999          | NewsRadio                               | Foxy Jackson                 | Episodio: "Assistant"                                                   |
| 2000          | Two Guys and a Girl                     | Marti                        | 8 episodios                                                             |
| 2001          | Everything But the Girl                 | Denise                       | Piloto                                                                  |
| 2001          | Just Shoot Me!                          | Amy Watson                   | 3 episodios                                                             |
| 2002–03       | Fastlane                                | Wilhelmina 'Billie' Chambers | 22 episodios                                                            |
| 2003–04       | Good Morning, Miami                     | Victoria Hill                | 11 episodios                                                            |
| 2006          | Stroller Wars                           | Lainey                       | Piloto                                                                  |
| 2007          | Pandemic                                | Kayla Martin                 | Película de TV                                                          |
| 2007          | What About Brian                        | Natasha Drew                 | 5 episodios                                                             |
| 2009–14       | White Collar                            | Elizabeth Burke              | 76 episodios                                                            |
| 2012–16       | Jake and the Never Land Pirates         | Misty la bruja / Sirena      | Voz                                                                     |
| 2014          | Northpole                               | Chelsea Hastings             | Película de TV                                                          |
| 2015          | Hell's Kitchen                          | Ella misma                   | Episodio: "Winner Chosen"; Chef's table guest in T's kitchen            |
| 2015          | The Tonight Show with Jimmy Fallon      | Kelly Kapowski               | Episodio 205 Saved by the Bell sketch                                   |
| 2015–17       | Dinner at Tiffani's                     | Ella misma                   |                                                                         |
| 2017          | American Housewife                      | Celeste                      | Episodio: "Dude, Where's My Napkin"                                     |
| 2017          | Food Network Star                       | Ella misma                   | Episodio: "Summer Party Playoffs"                                       |
| 2018–20       | Alexa & Katie                           | Lori Mendoza                 | Papel principal                                                         |
| 2019          | Sugar Rush Christmas                    | Ella misma                   | Juez invitado, "Here Comes Santa Claus"                                 |
| 2020          | Saved by the Bell                       | Kelly Kapowski Morris        | Papel recurrente                                                        |
| 2020          | Deliciousness                           | Ella misma                   | Presentadora                                                            |

### Cine
| Año  | Título                                                     | Rol                       |
| ---- | ---------------------------------------------------------- | ------------------------- |
| 1993 | Son in Law                                                 | Tracy                     |
| 1999 | Speedway Junky                                             | Wilma Price               |
| 1999 | From Dusk Till Dawn 2: Texas Blood Money                   | Pam                       |
| 1999 | Love Stinks                                                | Rebecca Melini / Juliette |
| 2000 | Ivans XTC                                                  | Marie Stein               |
| 2000 | The Ladies Man                                             | Honey DeLune              |
| 2000 | Shriek If You Know What I Did Last Friday the Thirteenth   | Hagitha Utslay            |
| 2001 | A Christmas Adventure ...from a Book Called Wisely's Tales | Vixen (Voz)               |
| 2002 | Hollywood Ending                                           | Sharon Bates              |
| 2005 | Just Pray                                                  |                           |
| 2008 | Cyborg Soldier                                             | Lindsey Reardon           |

### Videoclips
| Año  | Artista                                                             | Canción               |
| ---- | ------------------------------------------------------------------- | --------------------- |
| 2000 | Vertical Horizon                                                    | "You're a God"        |
| 2008 | Ben Lee                                                             | "American Television" |
| 2020 | Douglas Doug Douglason and the Hot Country Knights (Dierks Bentley) | "Pick Her Up"         |